# Palizada, Campeche
Palizada är en ort i Mexiko.   Den ligger i kommunen Palizada och delstaten Campeche, i den sydöstra delen av landet, 800 km öster om huvudstaden Mexico City. Palizada ligger 5 meter över havet och antalet invånare är 3 169.
Terrängen runt Palizada är mycket platt. Runt Palizada är det mycket glesbefolkat, med 3 invånare per kvadratkilometer. Närmaste större samhälle är Jonuta, 19,0 km söder om Palizada. Omgivningarna runt Palizada är en mosaik av jordbruksmark och naturlig växtlighet.